# Heemraad

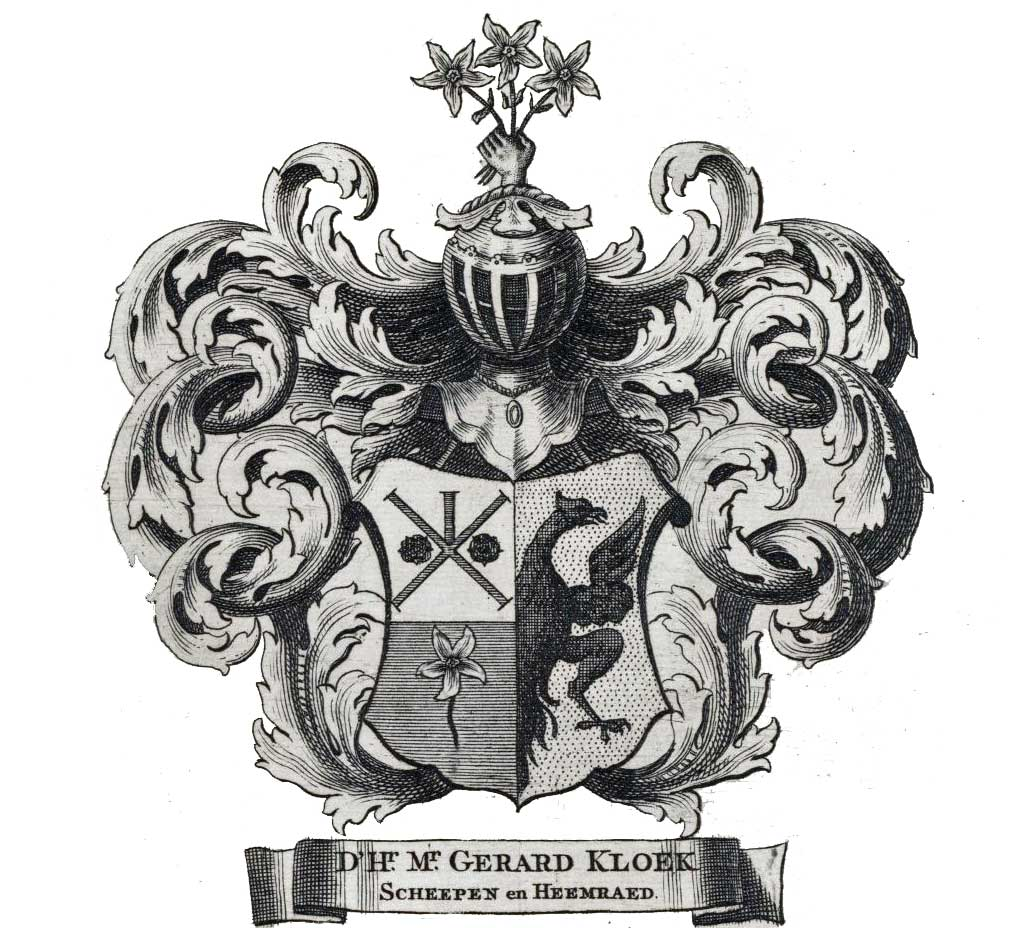
Wapen van een heemraad uit 1759

Een heemraad (of hoogheemraad) is in Nederland een lid van het dagelijks bestuur van een waterschap. Een heemraad heeft een vergelijkbare functie als een wethouder bij een gemeente. Vroeger was de heemraad ook het college van raadslieden dat de dijkgraaf adviseerde. Een heemraad wordt door het algemeen bestuur van een waterschap gekozen in het dagelijks bestuur van een waterschap. Dit dagelijks bestuur van een waterschap wordt ook wel college van dijkgraaf en (hoog)heemraden genoemd.
De eerste heemraden in de Nederlanden ontstonden in de Middeleeuwen. De heemraad was in die tijd een groep die uit de lokale bevolking werd gekozen. Zij functioneerde als raadsman van het heim. Zij waren degenen die vonnis wezen als de schouw moet werd goedgekeurd. 
Bij enkele waterschappen in het westen van Nederland (aangeduid als hoogheemraadschap door hun zeewerende taken) wordt een lid van het dagelijks bestuur hoogheemraad genoemd in plaats van heemraad. Bij de waterschappen in het oosten van Nederland wordt de term heemraad of hoogheemraad minder gebruikt en wordt de leden van het dagelijks bestuur simpelweg als DB-lid aangeduid.